# Dasyhelea tarsalis
Dasyhelea tarsalis är en tvåvingeart som beskrevs av Jean-Jacques Kieffer 1919. Dasyhelea tarsalis ingår i släktet Dasyhelea och familjen svidknott.
Artens utbredningsområde är Ungern. Inga underarter finns listade i Catalogue of Life.